# Dasam Granth
Il Dasven Patshah Da Granth (punjabi: ਦਸਵੇ ਪਾਤਸ਼ਾਹ ਦਾ ਗ੍ਰੰਥ), Dasam Granth (punjabi: ਦਸਮ ਗ੍ਰੰਥ), (Libro del decimo impero), noto anche come Dasam Granth, è una scrittura dello Sikhismo, che contiene alcuni dei testi composti da 10 Sikh Guru, Guru Gobind Singh. Alcune composizioni del Granth Dasam come Jaap Sahib, Tvai Prasad Sawaiye (Amrit Savaiye), e Benti Chaupai fanno parte della preghiera quotidiana Nitnem dei sikh. Queste composizioni fanno parte del battesimo Sikh (Khande di Pahul)